# Солід (футбольний клуб)
Спортивний клуб «Солід» або просто «Солід» (англ. Solid Sports Club) — ланкійський футбольний клуб з Анурадхапура з однойменного округа. Виступає у Прем'єр-лізі Шрі-Ланки, найвищому футбольному дивізіоні країни.

## Історія
Спортивний клуб «Солід» було засновано 8 серпня 1983 року в місті Анурадхапура. До 2012 року виступав у Дивізіоні 1, після чого завоював путівку до Прем'єр-ліги. У своєму дебютному сезоні у вищлму дивізіоні був учасником чемпіонського плей-оф, дійшов до півфіналу. У сезоні 2014/15 років досяг найбільшого успіху у власній історії — став переможцем Прем'єр-ліги.
Найвідомішим суперником, з яким грав колектив з Анурадхапури, був англійський «Саутгемптон». Ланкійський клуб програв без шансів на позитивний результат.

## Досягнення
- Прем'єр-ліга Шрі-Ланки
  -  Чемпіон (1): 2014/15

## Стадіон
Домашні матчі проводить на стадіоні «Прайсон Граунд» у Анурадхапурі, який вміщує 2000 глядачів.